# Communauté de communes de la Vallée d'Ossau
Communauté de communes de la Vallée d'Ossau je společenství obcí (communauté de communes) v departementu Pyrénées-Atlantiques v regionu Akvitánie. Je pojmenováno podle pyrenejského údolí Vallée d'Ossau a vzniklo 1. ledna 2009 reorganizací předchozího společenství SIVOM de la Vallée d'Ossau založeného 29. července 1964. Sídlem je obec Arudy.

## Členské obce
- Arudy
- Aste-Béon
- Béost
- Bescat
- Bielle
- Bilhères
- Buzy
- Castet
- Eaux-Bonnes
- Gère-Bélesten
- Izeste
- Laruns
- Louvie-Juzon
- Louvie-Soubiron
- Lys
- Rébénacq
- Saint-Colome
- Sévignacq-Meyracq

## Úkoly
K úkolům společenství patří vedle podpory hospodářství a turismu také svoz komunálního odpadu a bytová politika.